# Neptúnio
O neptúnio (português europeu) ou netúnio (português brasileiro) (em homenagem ao planeta Netuno) é um elemento químico sintético de símbolo Np, com número atômico 93 (93 prótons e 93 elétrons). A sua massa atómica é 237,0482 u. À temperatura ambiente, o neptúnio encontra-se no estado sólido. É o quarto elemento da família dos actinídeos.
É um elemento metálico, radioativo, prateado, pertencente à série dos elementos de transição interna, sendo o primeiro elemento transurânico sintético. Seu isótopo mais estável, Np-237, é um subproduto de reatores nucleares e produção de plutônio. Pode ser usado na composição de equipamentos para a detecção de nêutrons e como combustível nuclear.
O primeiro isótopo de neptúnio foi sintetizado na Universidade da Califórnia, Berkeley por Edwin McMillan e Philip Abelson em 1940. O neptúnio é encontrado em minérios de urânio.

## Características principais
O neptúnio é um metal de aspecto prateado, razoavelmente reativo. É encontrado em,pelo menos, três formas estruturais:
- Neptúnio alfa: ortorrômbico, densidade 20 250 kg/m³;
- Neptúnio beta (acima de 280 oC): tetragonal, densidade (313 oC) 19 360 kg/m³;
- Neptúnio gama (acima de 577 oC), cúbico, densidade (600 oC) 18 000 kg/m³.

Este elemento apresenta 4 estados de oxidação iônicos quando em solução:
- Np+3 (púrpura pálido), semelhante ao íon do terra rara Pm+3;
- Np+4 (amarelo esverdeado);
- NpO2+ (verde azulado):
- NpO2+2 (rosa pálido).

O neptúnio apresenta as fórmulas tri e tetra-haletos como NpF3, NpF4, NpCl4, NpBr3, NpI3, e óxidos de várias composições como os encontrados no sistema urânio-ED8, incluindo Np3O8 e NpO2.

## Aplicações
- Detector de nêutrons: Pode ser usado na composição de equipamentos para a detecção de nêutrons.
- Produtor de Pu-238: Se irradiarmos netúnio-237 com um nêutrons, ele irá captura-ló criando Np-238, que por sua vez tem uma meia-vida de 2,1 dias e por decaimento beta negativo decai para Pu-238, sendo utilizado em geradores termoelétricos.
- Arma nuclear: Netúnio é físsil e teoricamente pode ser utilizado em armas nucleares. Em setembro, 2002, pesquisadores da Universidade da Califórnia conduziram programas de pesquisa para o desenvolvimento de armas de destruição maciça utilizando o neptúnio. Criaram a primeira massa crítica nuclear utilizando uma esfera de netúnio-237, que se revelou superior ao plutônio (Pu-239) ou urânio(U-235).

## História
O neptúnio (relativo ao planeta Netuno) foi descoberto pela primeira vez por Edwin McMillan e Philip Abelson em 1940. A descoberta foi feita no Laboratório de Radiação Crocker da Universidade da Califórnia em Berkeley, Estados Unidos, onde a equipe produziu o isótopo de neptúnio Np-239 (meia-vida de 2,4 dias) bombardeando urânio com nêutrons acelerados num ciclotron. Foi o primeiro elemento transurânico produzido sinteticamente e o primeiro elemento do grupo dos actinídeos transurânicos descoberto.

## Ocorrência
Quantidades traços de neptúnio são encontrados naturalmente como produto de decaimento das reações de transmutação, em minérios de urânio. O Np-237 é produzido pela redução do NpF3 com vapor de bário ou lítio em torno de 1 200 °C e, frequentemente, extraído como subproduto da produção de plutônio num reator nuclear.

## Isótopos
19 radioisótopos de neptúnio foram identificados, sendo os mais estáveis Np-237 com uma meia-vida de 2,14 milhões de anos, Np-236 com meia-vida de 154,000 anos, e Np-235 com meia-vida de 396,1 dias. Todos os demais isótopos radioativos apresentam meias-vidas abaixo de 4,5 dias, e a maioria deles com meias-vidas inferiores a 50 minutos. Este elemento apresenta também 4 meta estados, sendo o mais estável o Np-236m (t½ 22,5 horas).
As massas atômicas dos isótopos de neptúnio variam de 225,0339 u (Np-225) até 244,068 u (Np-24 4). O principal modo de decaimento antes do isótopo mais estável, Np-237, é a captura eletrônica (muitos com emissão alfa), e o modo de decaimento dos isótopos posteriores ao mais estável é a emissão beta. Os produtos de decaimento anteriores ao Np-237 são os isótopos do elemento 92 (urânio) (porém, aqueles com emissão alfa, produzem o elemento 91, protactínio), e os produtos primários após o mais estável são os isótopos do elemento 94 (plutônio).